# Jean-Paul Pierrat
Jean-Paul Pierrat, född 3 juli 1952 i Xonrupt-Longemer, är en fransk före detta längdskidåkare som tävlade i slutet av 1970-talet, och i början av 1980-talet. Han tog brons på femmilen i 1978 års världsmästerskap i Lahtis, vilket var Frankrikes första medalj i VM. 1978 vann han Vasaloppet som första fransman. År 1982 kom han först i mål till Mora i Vasaloppet, men blev diskvalificerad för ett otillåtet skidbyte. Segern gick då istället till Lasse Frykberg.

### Fotnoter
1. ↑  ”Olympics”. sports-reference. Arkiverad från originalet den 13 december 2012. https://web.archive.org/web/20121213151930/http://www.sports-reference.com/olympics/athletes/pi/jean-paul-pierrat-1.html. Läst 28 december 2012.
2. ↑  ”Vasaloppet”. Vasaloppet. Arkiverad från originalet den 3 december 2013. https://web.archive.org/web/20131203033229/http://www.vasaloppet.se/wps/wcm/connect/989fe080449c33e79e4cff27c64f5ec4/segrare_Vasaloppet_sv3bcd.pdf?MOD=AJPERES. Läst 29 november 2013.